# إيرا فوكس
إيرا فوكس (بالإنجليزية: Ira Fuchs) هو عالم حاسوب أمريكي، ولد في ديسمبر 1948.

## وصلات خارجية
- إيرا فوكس على موقع إن إن دي بي (الإنجليزية)